# Макнаб (Арканзас)
Макнаб (англ. McNab) — місто (англ. town) в США, в окрузі Гемпстед штату Арканзас. Населення — 30 осіб (2020).

## Географія
Макнаб розташований за координатами 33°39′41″ пн. ш. 93°49′54″ зх. д. / 33.66139° пн. ш. 93.83167° зх. д. (33.661414, -93.831793).  За даними Бюро перепису населення США в 2010 році місто мало площу 0,93 км², уся площа — суходіл.

## Демографія
Згідно з переписом 2010 року, у місті мешкало 68 осіб у 29 домогосподарствах у складі 19 родин. Густота населення становила 73 особи/км².  Було 33 помешкання (36/км²). 
Расовий склад населення:
| - 60,3 % — чорних або афроамериканців - 32,4 % — білих - 5,9 % — осіб інших рас |

До двох чи більше рас належало 1,5 %. Іспаномовні складали 5,9 % від усіх жителів.
За віковим діапазоном населення розподілялося таким чином: 23,5 % — особи молодші 18 років, 63,3 % — особи у віці 18—64 років, 13,2 % — особи у віці 65 років та старші. Медіана віку мешканця становила 50,0 року. На 100 осіб жіночої статі у місті припадало 119,4 чоловіків;  на 100 жінок у віці від 18 років та старших — 108,0 чоловіків також старших 18 років.
За межею бідності перебувало 16,3 % осіб, у тому числі 0,0 % дітей у віці до 18 років та 40,0 % осіб у віці 65 років та старших.
Цивільне працевлаштоване населення становило 21 осіб. Основні галузі зайнятості: роздрібна торгівля — 57,1 %, будівництво — 28,6 %, транспорт — 14,3 %.